# Horovce (Košice)
Horovce é um município da Eslováquia, situado no distrito de Michalovce, na região de Košice. Tem 13,08 km² de área e sua população em 2018 foi estimada em 857 habitantes.

## Demografia
| Ano:        | 1994 | 2004  | 2014   | 2024   |
| ----------- | ---- | ----- | ------ | ------ |
| Broj ljudi: | 875  | 896   | 859    | 879    |
| Razlika:    |      | +2,4% | -4,12% | +2,32% |

| Ano:               | 2023 | 2024   |
| ------------------ | ---- | ------ |
| Número de pessoas: | 869  | 879    |
| Diferença:         |      | +1,15% |